# Bole (godheid)
Bole is de daoïstische god van paarden. Hij is de vergoddelijking van de persoon Sun Yang (孫陽). Volgens sommigen is hij de vergoddelijking van Zhao Jianzi (赵简子), een filosoof die in dezelfde tijd leefde. Sun Yan leefde tussen 680 en 610 v. Chr. in de Periode van Lente en Herfst en was een meester in alles wat met paarden had te maken. Gelovigen bidden tot hem om een veilige paardenrenwedstrijd of om een paard dat de wedstrijd zal winnen. Bole is ook de Chinese naam van een ster in Chinese astrologie. In de hemel zorgt hij voor het Hemels Paard (天馬). Bole wordt vermeld in diverse daoïstische en niet-daoïstische geschriften.
In Hongkong is er een kleine daoïstische tempel gewijd aan Bole.